# Екзофорія
Екзофорія — вид гетерофорії, за якої існує тенденція відхилення очей назовні.  Під час огляду, коли очі дисоціюють, візуальні осі будуть розбігатись одна від одної.

## Розповсюдження
Екзофорія є найбільш звичною у немовлят та дітей молодшого віку. Посилюється з віком.

## Причини
Екзофорію можуть спричинити кілька чинників, серед яких:
- Похибки рефракції — далекі та ближні відхилення є приблизно однаковими;
- Косоокість — різниця у екзодевіації при далеких та ближніх відстанях становить більше, ніж 15 діоптрій;
- Конвергентна недостатність — ближня екзодевіація є більшою за далеку.

Ці чинники можуть базуватись на нервових, м'язових, вроджених вадах, або внаслідок механічних аномалій. На відміну від екзотропії (розбіжної косоокості), злиття є можливим, через що диплопія є рідкісним явищем.